# Зорин
Зо́рин — село в Україні, у Іванківській селищній громаді Вишгородського району Київської області. Населення становить 296 осіб.

## Розташування
Зорин розташоване за 32 км від центру громади Іванків. Село знаходиться на території Вишгородського району Київської області. Його територія підпорядкована Іванківській селищній громаді.

## Історія села

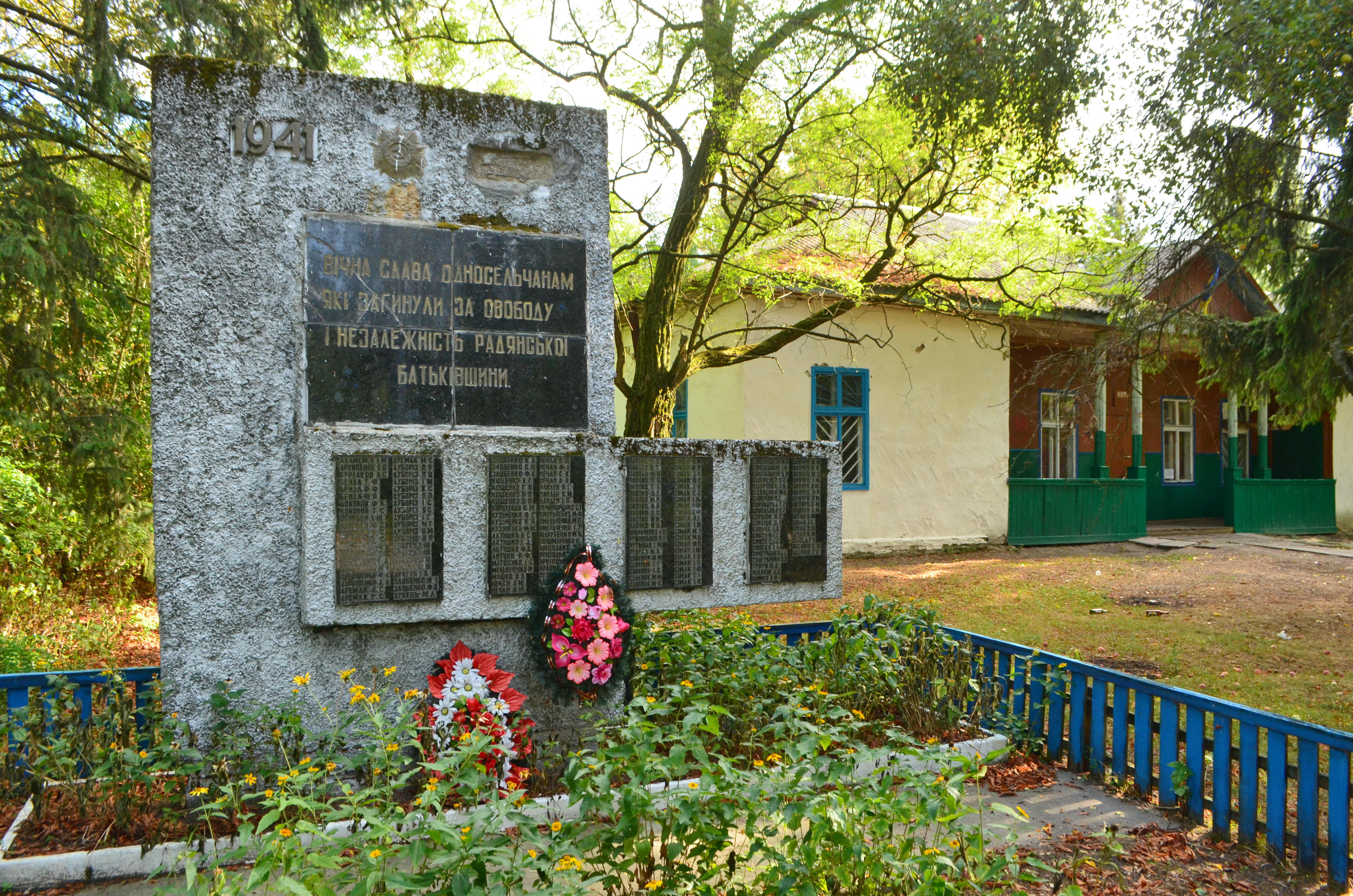
Пам'ятник односельцям, що загинули, село Зорин, центр села

За переказами село засноване в другій половині XVII ст. і назване на честь міфічного військового начальника Зорина, який прославився під час героїчної боротьби за визволення цієї місцевості від поляків і приєднання до московитів.
У XIX ст. село Зорин належало Олександру Патрікію.
У лютому 1906 р. селяни підняли повстання проти поміщиків. Для придушення бунтівників до села були викликані війська.
7 (20) листопада 1917 року, відповідно до Третього Універсалу Української Центральної Ради, увійшло до складу Української Народної Республіки.

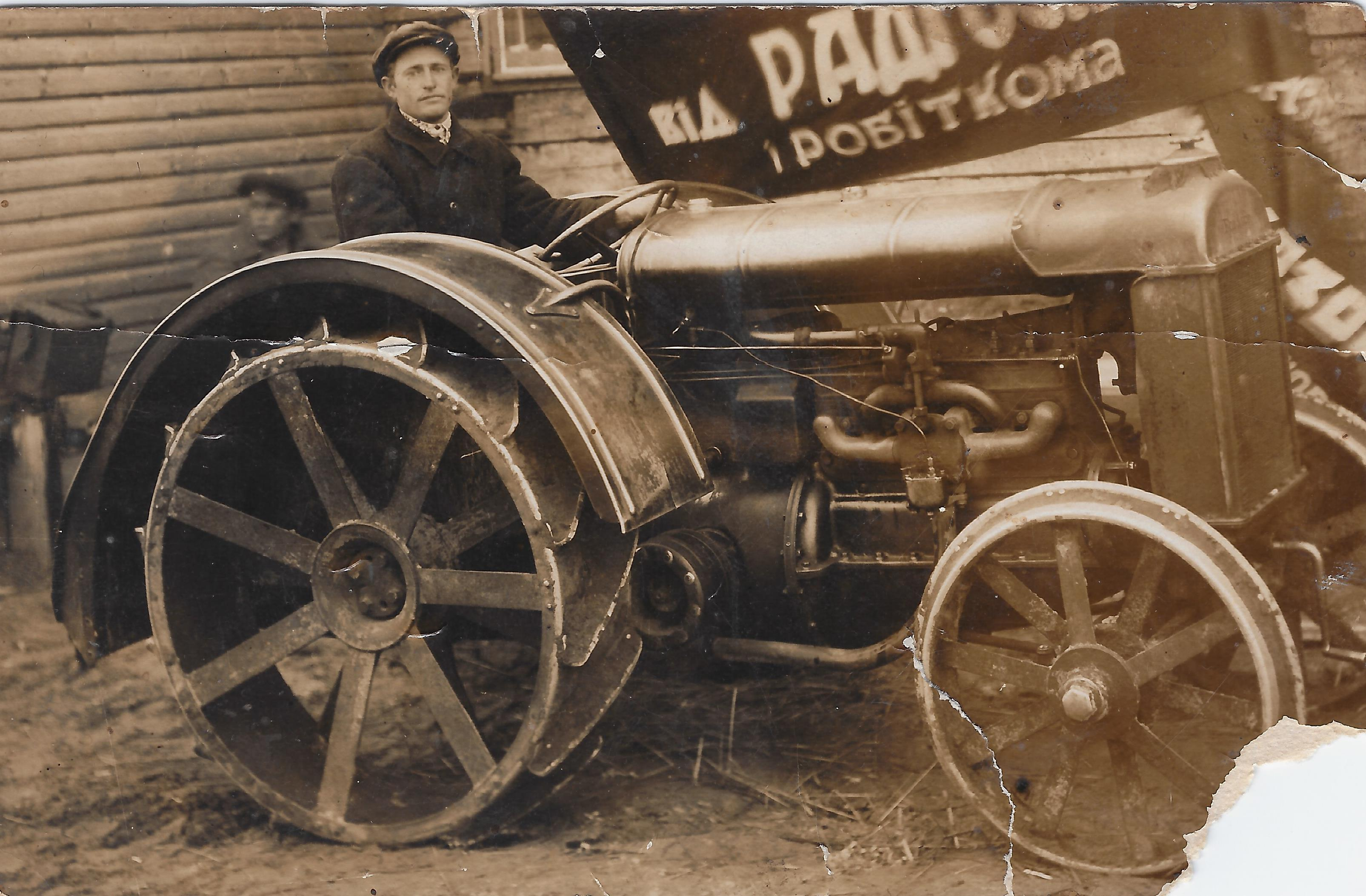
Перший трактор. 16 листопада 1931 року. За кермом — Дуборіз Василь Іванович (1902—1944)

За мужність, виявлену у боротьбі з ворогом у роки Другої Світової війни, 100 жителів села удостоєні державних нагород.
У 1974 р. колгосп «Заповіти Ілліча» приєднано до колгоспу ім. Мічуріна с. Дитятки. Виробничий напрям господарства — рільництво і тваринництво. За успіхи, досягнуті в розвитку сільського господарства, нагороджені орденами та медалями Ф. Воробей, І. Демченко, Н. Козир, П. Швець.
12 червня 2020 року, відповідно до розпорядження Кабінету Міністрів України № 715-р «Про визначення адміністративних центрів та затвердження територій територіальних громад Київської області», увійшло до складу Іванківської селищної територіальної громади.
19 липня 2020 року, в результаті адміністративно-територіальної реформи та ліквідації Іванківського району, село увійшло до складу новоутвореного Вишгородського району.
З кінця лютого до 1 квітня 2022 року село було окуповане російськими військами.

## Видатні уродженці
- Снітко Петро Григорович (1919–1972) — доктор історичних наук.
- Сінозацький Анатолій Михайлович (* 1940) — український учений-винахідник.

## Інфраструктура
Нині діють два приватних магазини, клуб, бібліотека, ФАП.